# Повіт Камі-Хей
Пові́т Ка́мі-Хе́й (яп. 上閉伊郡, かみへいぐん, МФА: [kamʲi hei̯ guɴ]) — повіт у префектурі Івате, Японія.